# Hứa Mục
Heo Mok (11 tháng 12 năm 1595 - 27 tháng 4 năm 1682), tự là Văn Phủ (문보, 文甫, Munbo), Văn Phụ (문부 文父, Munbu), Hòa Phủ (화보, 和甫, Hwabo), hiệu là Mi Tẩu (미수, 眉叟, Misu), Thai Lĩnh Lão Nhân (태령노인, 台領老人, Taeryungroin), Đài Lĩnh Lão Nhân (대령노인, 臺領老人), Thạch Hộ Trượng Nhân (석호장인, 石戶丈人, Seokhojangin), là một nhà Nho, nhà thơ, nhà văn, họa sĩ và đại thần nhà Lý Triều Tiên thời Hiếu Tông, Hiển Tông và Túc Tông. Ông là lãnh đạo phái Nam Nhân (남인 南人) trong triều đình.

## Trước tác
- Kyungreyuchan(경례유찬, 經禮類纂, Kinh lễ loại toản) (1647)
- Đông sử (동사, 東史) (1667)
- Thanh sĩ liệt truyện (청사열전 淸士列傳) (1667)
- Kyung seol (경설 經說, Kinh thuyết) (1677)
- Mesu ChunjaMun (미수 천자문, 眉叟天字文, Mi Tẩu thiên tự văn)
- Đàn Quân thế gia (단군세가 檀君世家)
- Misu Kiun (미수기언, 眉叟記言, Mi Tẩu ký ngôn)
- Sim Hakdo (심학도, 心學圖, Tâm học đồ)
- Banggukwangjorye (방국왕조례, 邦國王朝禮, Bang quốc vương triều lễ)
- Jeongchejunjoongseol (정체전중설, 正體傳重說, Chính thể truyện trọng thuyết)
- Yosoonwujunsushimbeopdo (요순우전수심법도, 堯舜禹傳授心法圖, Nghiêu Thuấn Vũ truyện thụ tâm pháp đồ)
- HeoMoksugobon (허목수고본, 許穆手稿本, Hứa Mục thủ cao bổn)
- Doothasangi (두타산기, 頭陀山記, Đầu Đà sơn ký)